# 千葉県北西部地震 (2021年)
千葉県北西部地震（ちばけんほくせいぶじしん）は、2021年10月7日(木)22時41分に千葉県北西部で発生した地震である。震源の深さは75km、地震の規模（マグニチュード）はM5.9（Ｍw6.0）。
関東南部の各地で震度5弱以上の強い揺れを観測し、東京都足立区と埼玉県川口市・南埼玉郡宮代町で最大震度5強を観測した。埼玉県と東京23区で震度5強以上を観測したのは、2011年に発生した東北地方太平洋沖地震（東日本大震災）以来、10年ぶりのことであった。 また東京23区と千葉県北西部では長周期地震動階級2が観測されている。
この地震によって、首都圏を中心に各地で交通機関やライフライン等に大きな影響が生じた。想定されている首都直下地震より規模は小さかったが、多数の負傷者が出たのみならず、火災・漏水やエレベーター停止、交通機関の不通による多数の帰宅困難者の発生など、都市部におけるインフラが機能不全に至ったことによる（大都市特有の）被害や影響などが多数発生した。

## 地震動

### 震度
この地震の特徴として、首都圏の広い範囲で震度4以上を観測したことが挙げられる。また、最大震度5強を観測した東京都・埼玉県に加えて千葉県や神奈川県でも震度5弱を観測している。気象庁は震源の千葉県北西部ではなく離れた地域で最大震度を観測した理由について、地盤が軟弱な地域で地震の揺れが拡大した可能性を指摘している。
| 震度 | 都道府県 | 市町村 |
| ---- | -------- | --- |
| 5強  | 埼玉県   | 川口市三ツ和、宮代町笠原 |
| 5強  | 東京都   | 足立区伊興 |
| 5弱  | 埼玉県   | 川口市中青木分室、川口市安行領家、 さいたま市緑区中尾、草加市中央、蕨市中央、八潮市中央、三郷市中央、幸手市東、吉川市きよみ野、加須市大利根、鴻巣市中央、久喜市青葉・鷲宮 |
| 5弱  | 千葉県   | 千葉市中央区中央港、千葉市役所、船橋市湊町、松戸市上本郷、松戸市西馬橋、流山市、平和台、市川市鬼高、 |
| 5弱  | 東京都   | 足立区神明南、東京国際空港、大田区本羽田・多摩川、町田市本町田 |
| 5弱  | 神奈川県 | 横浜市鶴見区馬場、横浜市神奈川区広台太田町、横浜市中区山手町、横浜市港北区日吉本町、横浜市緑区鴨居、川崎市川崎区宮前町・中島 |
| 4    | 茨城県   | 笠間市石井・中央、小美玉市上玉里、古河市下大野・仁連、石岡市柿岡、下妻市鬼怒、常総市新石下・水海道諏訪町、取手市寺田・井野・藤代、つくば市研究学園・小茎、守谷市大柏、筑西市舟生・海老ヶ島、坂東市岩井・馬立・山、坂東市役所、稲敷市伊佐津・結佐、桜川市真壁、つくばみらい市加藤・福田、河内町源清田、五霞町小福田、境町旭町 |
| 4    | 栃木県   | 佐野市高砂町、鹿沼市晃望台、市貝町市塙、壬生町通町、高根沢町石末 |
| 4    | 群馬県   | 桐生市元宿町、館林市上三林町、板倉町板倉、明和町新里、邑楽町中野 |
| 4    | 埼玉県   | さいたま市西区指扇、さいたま市北区宮原、さいたま市大宮区天沼町・大門、さいたま市見沼区堀崎、さいたま中央区下落合、さいたま市桜区道場、さいたま市浦和区高砂・常盤、さいたま市南区別所、さいたま市岩槻区本丸、所沢市北有楽町、春日部市粕壁・金崎・谷原新田、狭山市入間川、上尾市本町、越谷市越ヶ谷 戸田市上戸田、入間市豊岡、朝霞市本町、和光市広沢、新座市野火止、桶川市泉 富士見市鶴馬、蓮田市黒浜、白岡市千駄野、伊奈町中央、川島町下八ツ林、杉戸町清地、松伏町松伏、加須市三俣・騎西・北川辺、鴻巣市川里・吹上富士見、久喜市下早見・菖蒲・栗橋、熊谷市大里、羽生市東、吉見町下細谷 |
| 4    | 千葉県   | 松戸市根本、千葉市花見川区花島町、千葉市稲毛区園生町、千葉市若葉区小倉台、千葉市緑区おゆみ野、千葉市美浜区ひび野・稲毛海岸、市川市八幡、野田市鶴奉・東宝珠花、佐倉市海隣寺町、習志野市鷺沼、柏市旭町・柏市・大島田、市原市姉崎・国分寺台中央、八千代市大和田新田、我孫子市我孫子、鎌ケ谷市新鎌ケ谷、浦安市日の出・猫実、四街道市鹿渡、印西市大森・笠神、白井市復、東金市日吉台・東岩崎、旭市南堀之内、香取市役所、山武市蓮沼ニ・埴谷・蓮沼ハ、大網白里市大網、神崎町神崎本宿、九十九里町片貝、長柄町桜谷、長南町総合グラウンド 長南町長南、館山市長須賀・北条、木更津市太田・富士見、鴨川市八色・横渚、君津市久留里市場・久保、富津市下飯野、袖ケ浦市坂戸市場、南房総市富浦町青木・白浜町白浜・岩糸・和田町・谷向、いすみ市国府台、大多喜町大多喜、鋸南町下佐久間 |
| 4    | 東京都   | 足立区中央本町・千住中居町、大田区蒲田・大森東、千代田区大手町・富士見・麹町、中央区築地・日本橋兜町・勝どき、港区海岸・芝公園・南青山・白金、新宿区西新宿・上落合・歌舞伎町・百人町、文京区スポーツセンター・本郷・大塚、台東区千束、墨田区横川・吾妻橋・東向島、江東区青海・越中島・東陽・森下・亀戸・枝川、品川区広町・北品川、目黒区中央町、世田谷区世田谷・三軒茶屋・成城、渋谷区宇田川町・本町、中野区中野・江古田・中央、杉並区阿佐谷・桃井・高井戸、豊島区南池袋、北区西ヶ原・赤羽南、荒川区荒川・東尾久、板橋区高島平・板橋・相生町、練馬区豊玉北・東大泉・光が丘、葛飾区立石・金町、江戸川区中央・鹿骨・船堀、町田市忠生・森野、八王子市堀之内、府中市寿町・朝日町、調布市小島町・西つつじヶ丘、小金井市本町、小平市小川町、日野市神明、東村山市本町、国分寺市本多、狛江市和泉本町、東大和市中央、多摩市関戸、稲城市東長沼、西東京市中町 |
| 4    | 神奈川県 | 横浜市鶴見区鶴見・末広町、横浜市神奈川区神大寺、横浜市中区山下町・山吹町・日本大通、横浜市港北区大倉山・綱島西、横浜市緑区十日市場町、川崎市川崎区千鳥町、横浜市西区みなとみらい・浜松町、横浜市保土ケ谷区上菅田町、横浜市磯子区磯子・洋光台、横浜市金沢区白帆・釜利谷南、横浜市戸塚区平戸町・戸塚町・鳥が丘、横浜市港南区野庭町、横浜市旭区大池町・今宿東町・上白根町・川井宿町、横浜市瀬谷区中屋敷・三ツ境、横浜市栄区小菅ケ谷、横浜市泉区岡津町・和泉町、横浜市青葉区榎が丘・市ケ尾町、横浜市都筑区池辺町・茅ケ崎、川崎市幸区戸手本町、川崎市中原区小杉陣屋町・小杉町、川崎市宮前区宮前平・野川、横須賀市光の丘、平塚市浅間町、藤沢市大庭・打戻・長後・辻堂東海岸、茅ヶ崎市茅ヶ崎、三浦市城山町、大和市下鶴間、海老名市大谷、座間市相武台、綾瀬市深谷中、寒川町宮山、二宮町中里、相模原市緑区中野・橋本、相模原市中央区上溝、相模原市南区相模大野、小田原市荻窪、厚木市中町・下津古久、中井町比奈窪、大井町金子、湯河原町中央、愛川町角田、清川村煤ヶ谷 |
| 4    | 山梨県   | 忍野村忍草 |
| 4    | 静岡県   | 東伊豆町奈良本 |

### 長周期地震動
各地で観測された長周期地震動階級は以下の通り。
| 階級 | 都道府県 | 地域         |
| ---- | -------- | ------------ |
| 2    | 千葉県   | 北西部       |
| 2    | 東京都   | 23区         |
| 1    | 茨城県   | 南部         |
| 1    | 群馬県   | 南部         |
| 1    | 埼玉県   | 北部、南部   |
| 1    | 千葉県   | 北東部、南部 |
| 1    | 神奈川県 | 東部         |

## 地震のメカニズム
この地震の発震機構は「東西方向に圧力軸を持つ逆断層型」であり、太平洋プレートとフィリピン海プレートの境界がずれ動いて発生した地震である。
千葉県北西部で過去に発生した主な地震として、2005年7月のM6.0の地震（震源の深さ73km）がある。この地震でも東京都足立区伊興地区で震度5強を観測したことなどから、震源地・規模・深さ・震度・地震波形などにおいて、2021年の地震と酷似していた。
千葉県北西部周辺では、20年前後の間隔で同様の地震が繰り返し発生していることもわかっている。2005年の地震以前にも、1980年９月にM6.0・深さ80kmの地震、1956年9月にM6.3・深さ81kmの地震、1928年5月にM6.2・深さ75kmの地震が発生している。

## 緊急地震速報
本地震において地震波検知から3.7秒後、22時41分38.5秒に気象庁により緊急地震速報（警報）が千葉県・茨城県・神奈川県の全域、東京都の東京23区・多摩、栃木県の南部、群馬県の南部、埼玉県の南部・北部に発表された。

## 影響・被害

### 被害の概要
| 都道府県 | 人的被害 (人) | 人的被害 (人) | 人的被害 (人) | 住家被害 (棟) | 住家被害 (棟) | 住家被害 (棟) |
| 都道府県 | 死者          | 負傷者        | 負傷者        | 全壊          | 半壊          | 一部破損      |
| 都道府県 | 死者          | 重傷          | 軽傷          | 全壊          | 半壊          | 一部破損      |
| -------- | ------------- | ------------- | ------------- | ------------- | ------------- | ------------- |
| 埼玉県   |               | 3             | 10            |               |               | 43            |
| 千葉県   |               | 2             | 13            |               |               | 18            |
| 東京都   |               | 1             | 4             |               |               | 8             |
| 神奈川県 |               |               | 16            |               |               | 2             |
| 静岡県   |               |               |               |               |               | 1             |
| 合計     |               | 6             | 43            |               |               | 72            |

この地震によって49人が負傷し、72棟の住家が被害を受けた。この地震の被害様相は、2005年に起きたM6.0の地震とよく似ていたと報道されている。2005年の地震の際も、 翌日の新聞では「東京で震度5強、交通混乱、Ｍ6.0、4都県27人けが、JR最大7時間止まる、震度5以上都区部で13年ぶり」「都は防災エレベーターに弱点計画見直し中、情報収集、手間取る」などのヘッドラインが見られたという。大都市の地震災害に対する脆弱さが改めて露呈した事例となった。

### 政府の対応
- 政府は首相官邸危機管理センターに官邸対策室を設置した[21]。

### 交通への影響

#### 道路
- 首都高速道路は多くの路線で通行止めが発生した[22]。

#### 鉄道
- 地震により、首都圏の鉄道は一斉に運転を見合わせた。地震直後に運転再開した路線もあれば、安全確認が長引き、全線再開が翌日の午後2時となった路線もあった[23]。
  - 人口の密集する首都圏に於いて夜半の22時過ぎに発生した地震ということもあり、鉄道利用者を中心に帰宅困難者も多数出た[24]。
  - 運転再開が翌朝までずれ込んだり、通常よりも運転本数が大幅に少なくなる路線が相次ぎ、JR東日本京浜東北線の蕨駅や西川口駅、蒲田駅、埼京線の戸田公園駅などでは入場規制が行われ、通勤ラッシュに重なったこともあり、駅の外まで長蛇の列が一時発生する事態になった[25][26][27]。
- 震度5強を観測した東京都足立区では、日暮里駅発見沼代親水公園駅行きの走行中の日暮里・舎人ライナー（自動案内軌条式旅客輸送システム）が、舎人公園駅付近で緊急停止した際に先頭から3両が脱輪する事故が発生した[28]。この事故により乗客29人のうち8人が負傷し[29][30]、電気系統の破損も発生した。緊急点検の結果、地上設備の損傷が確認されたほか、国土交通省により事故調査が行われた[31]。
  - この脱輪事故に伴い、日暮里・舎人ライナーは地震発生直後から10月10日の終電まで運転を見合わせた。代替交通手段として、地震翌日（10月8日）から並行する都営バス里48系統を増便したほか、民間の大型観光バスを利用して日暮里・舎人ライナー各駅の最寄りバス停に停車するバス代行輸送を実施した[32]。
  - 脱輪した車両は地震翌日の10月8日に、尾久橋通りを一部通行止めにしてクレーンで吊り上げられた[33]。
  - 10月11日より4日ぶりに運転を再開した。しかし、脱輪した車両以外にも損傷があったことから、午前7時から10時までは通常よりも1割程度本数を減らして運転した。これに伴い、11日も午前10時まではバス代行輸送が継続された[32][34]。

- 地震の影響で運行を停止した日暮里・舎人ライナーの運行情報を伝えるJR線日暮里駅の立て看板
- 日暮里・舎人ライナーの代行輸送を行うバス（日暮里駅前）
- 封鎖された日暮里・舎人ライナー 日暮里駅の改札口

#### 航空
- 羽田空港でも震度5弱を観測し、滑走路が点検のため一時閉鎖された。この影響で国内線の3便が着陸できなかったが、点検終了後に着陸をやり直した[35]。また、茨城空港では震度4、成田空港では震度3を観測しているが、いずれも施設に被害はなかった[36]。

#### その他
- 鉄道の運転見合わせの影響で、帰宅困難者となったとみられる人々によってシェアサイクルの利用が急増した。ドコモ・バイクシェアでは、千代田区や港区でに設置しているポート（拠点）のほとんどで自転車の利用可能台数がゼロとなり、その多くが江東区や大田区などの住宅地で返却されたという[37]。これを受けて同社では、地震発生（7日22時41分）から翌日午前5時までに自転車を利用した人に対して、延長料金の減免を実施した[38]。

- 鉄道の運転見合わせの影響で、帰宅困難者となったとみられる人々のために、東京都港区、荒川区、足立区や千葉県千葉市、流山市や神奈川県横浜市では一時滞在施設が開設された[2]。

### 火災
- 震度5弱を観測した埼玉県草加市では、 建物火災が1件発生し、1人が搬送された[39][2]。
- 千葉県袖ケ浦市の京葉臨海中部石油コンビナート等特別防災区域（富士石油株式会社袖ケ浦製油所）では1件の火災が発生したが、袖ケ浦市消防本部が対応し、8日0時23分に鎮火したため、死傷者は出なかった[2]。

### ライフラインへの影響
- 各地で停電が発生し、JR品川駅でも一時停電した。
- 水道への被害も相次ぎ、東京都内では30カ所で漏水が発生した[40]。漏水の影響と見られる断水も発生した[41]。
- 震度5強を観測した埼玉県川口市や[42]、東京都目黒区、世田谷区、足立区などでは、マンホールから水が溢れ出るという被害が出た[43][44]。水道管が破裂した場所もあり、水が人の身長よりも高く上がる程であったという[41]。千葉県市原市では、養老川にかかる水管橋が破損し水が噴き出したが、県が水管橋への送水を止めると沈静化した[45]。

### その他の影響・被害
- 震度5強を観測した埼玉県川口市などでは、揺れで住宅のブロック塀が崩れるという被害も出た[46][47][48]。
- 都市部で発生した地震であったことから、首都圏を中心に7万5738台ものエレベーターが停止し、中に人が閉じ込められたケースが計28件あった[49]。ただし、閉じ込められた人々はいずれも消防などによって救出された。
- 交通機関のダイヤが大幅に乱れたことから、地震発生翌日、千葉県では中学校や高校など87の学校で、休校や登校時間を遅らせるなどの措置が取られた[50]。